# Right by My Side
Right by My Side — песня, ставшая 2-м синглом с альбома Pink Friday: Roman Reloaded американской хип-хоп певицы Ники Минаж, записанная при участии американского R&B-исполнителя Криса Брауна.
Это поп-баллада с примесью хип-хоп, R&B и рэп.
Right by My Side получил смешанные отзывы от критиков, а некоторые похвалил атмосферу веселья песни, другие отзывы его как слишком общий характер. Участие Брауна на песне также вызвало легкий спор с критиками. Ники исполнила песню в первый раз на 106-Park 3 апреля 2012 года. Она также исполнила ещё одну во время её неожиданного появления в презентации Nokia Lumia 900 в Таймс-сквер. «Right by My Side» была подтверждена официально в Twitter и будет сопровождаться музыкальным видео.

## Музыкальное видео
Премьера музыкального видео состоялась в 7:00PM EST на VEVO. В клипе принял участие рэпер Nas. В начале клипа Ники сидит на стуле. Затем она начинает петь. В течение клипа показаны отношения Минаж и её парнем, роль которого исполнил Nas. Также в видео появился Chris Brown. Он просто исполнил свой куплет и не участвовал в сюжете видео.

## Живое выступление
Минаж исполнила «Right By My Side» в первый раз 3 апреля 2012 г. на 106-Park, наряду с «Beez in The Trap», «Roman Reloaded», «HOV Lane», «I Am Your Leader», «Champion» и «Fire Burns». Кроме того, она удивила поклонников, побывав на презентации Nokia Lumia 900 в Таймс-сквер 6 апреля 2012 года.

## Список композиций
- Digital download

1. «Right by My Side» (featuring Chris Brown) — 4:25

## Чарты
| Чарт (2012)                          | Пиковая позиция |
| ------------------------------------ | --------------- |
| US Billboard Hot 100                 | 51              |
| US Hot R&B/Hip-Hop Songs (Billboard) | 24              |